# Pedro Raúl
Pedro Raúl Garay da Silva, noto semplicemente come Pedro Raúl (Porto Alegre, 5 novembre 1996), è un calciatore brasiliano, attaccante del Ceará in prestito dal Corinthians.

## Caratteristiche tecniche
È un centravanti.

## Carriera
Cresciuto nel settore giovanile del Cruzeiro-RS, dal 2017 al 2019 ha militato in Portogallo fra le file del Vitória Guimarães B dove ha collezionato 24 presenze in seconda divisione, segnando 4 reti.

## Statistiche

### Presenze e reti nei club
Statistiche aggiornate al 10 dicembre 2024.
| Stagione                 | Squadra                  | Campionato               | Campionato | Campionato | Coppe nazionali | Coppe nazionali | Coppe nazionali | Coppe continentali | Coppe continentali | Coppe continentali | Altre coppe | Altre coppe | Altre coppe | Totale | Totale |
| Stagione                 | Squadra                  | Comp                     | Pres       | Reti       | Comp            | Pres            | Reti            | Comp               | Pres               | Reti               | Comp        | Pres        | Reti        | Pres   | Reti   |
| ------------------------ | ------------------------ | ------------------------ | ---------- | ---------- | --------------- | --------------- | --------------- | ------------------ | ------------------ | ------------------ | ----------- | ----------- | ----------- | ------ | ------ |
| 2017                     | Cruzeiro-RS              | CG                       | 2          | 0          |                 | -               | -               |                    | -                  | -                  |             | -           | -           | 2      | 0      |
| 2017-2018                | Vitória Guimarães        | SL                       | 15         | 4          |                 | -               | -               |                    | -                  | -                  |             | -           | -           | 15     | 4      |
| 2018-gen 2019            | Vitória Guimarães        | SL                       | 9          | 0          |                 | -               | -               |                    | -                  | -                  |             | -           | -           | 9      | 0      |
| Totale Vitoria Guimaraes | Totale Vitoria Guimaraes | Totale Vitoria Guimaraes | 24         | 4          |                 | -               | -               |                    | -                  | -                  |             | -           | -           | 24     | 4      |
| gen-dic 2019             | Atl. Goianiense          | B                        | 35         | 8          | CB              | 3               | 2               |                    | -                  | -                  |             | -           | -           | 38     | 10     |
| 2020                     | Botafogo                 | A/CC+A                   | 7+25       | 2+7        | CB              | 7               | 1               |                    | -                  | -                  |             | -           | -           | 39     | 10     |
| feb-set 2021             | Kashiwa Reysol           | J1L                      | 8          | 3          | CI+JLC          | 1+2             | 0+0             |                    |                    |                    |             |             |             | 12     | 3      |
| set-dic 2021             | Juárez                   | PD                       | 7          | 2          |                 | -               | -               |                    | -                  | -                  |             | -           | -           | 7      | 2      |
| 2022                     | Goiás                    | PD/CG+A                  | 11+34      | 7+19       | CB              | 5               | 0               |                    | -                  | -                  |             | -           | -           | 71     | 26     |
| gen-lug 2023             | Vasco da Gama            | A/CC+A                   | 11+12      | 6+2        | CB              | 2               | 1               |                    | -                  | -                  |             | -           | -           | 33     | 9      |
| lug 2023-feb 2024        | Toluca                   | PD                       | 14+1       | 2+0        |                 | -               | -               | LC                 | 4                  | 2                  |             | -           | -           | 19     | 4      |
| feb-dic 2024             | Corinthians              | A1/CP+A                  | 4+19       | 1+0        | CB              | 3               | 1               | CS                 | 6                  | 1                  |             | -           | -           | 32     | 3      |
| Totale carriera          | Totale carriera          | Totale carriera          | 214        | 63         |                 | 23              | 5               |                    | 10                 | 3                  |             |             |             | 277    | 71     |

## Palmarès

### Club

#### Competizioni statali
- Campionato Goiano: 1

Atlético Goianiense: 2019
- Campionato Cearense: 1

Ceará: 2025